# Georg Everhard Rumphius

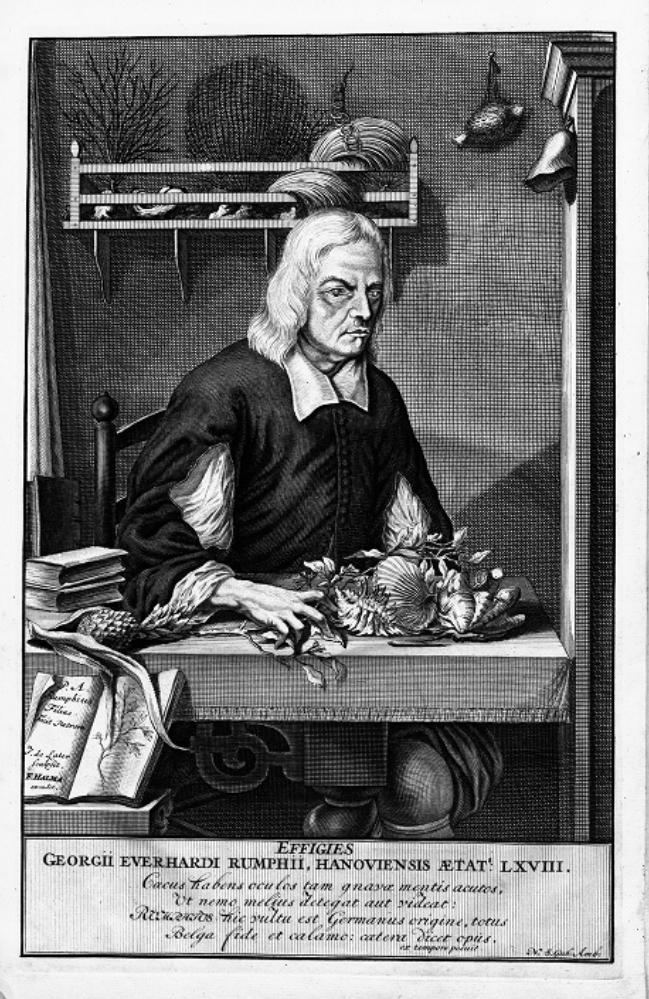
Georg Everhard Rumphius

Georg Everhard (ou Eberhard) Rumphius (ou Rumpf),  (Wölfersheim, Alemanha, 1627 — 1702)  foi um militar e arquiteto holandês. Ficou famoso principalmente pelos seus trabalhos em história natural.
Trabalhou para a Companhia Neerlandesa das Índias Orientais. É mais conhecido pela autoria da obra Herbarium Amboinensis, um catálogo de plantas da ilha de Amboina (na altura, colónia das Índias Orientais Neerlandesas, agora Indonésia), publicada postumamente em 1741. O livro providenciou as bases para os futuros estudos sobre a flora das Ilhas Molucas. Apesar da distância, mantinha correspondência com cientista na Europa, era membro de um sociedade científica em Viena e enviou uma colecção de conchas marinhas para os Médici na Toscânia.
Depois de cegar, em 1670, Rumphius continuou o seu trabalho no seu manuscrito de seis volumes, com ajuda de outros. A sua mulher e filhos pereceram num terramoto, pouco depois. Em 1687, quando o seu projecto estava próximo de ser acabado, as ilustrações perderam-se num incêndio. Com perseverança, Rumphius e os seus ajudantes completaram o livro em 1690, mas a navio que carregava o manuscrito para a Europa foi atacado pelos franceses e afundou-se, forçando o recomeço da obra a partir de uma cópia que havia sido preservada. O Herbarium Amboinensis finalmente a obra chega à Holanda em 1696. No entanto, a Companhia das Índias decidiu que continha demasiadas informações sensíveis que acabou por não ser publicado nessa altura. Reapareceu finalmente em 1741, 39 anos após a morte de Rumphius.

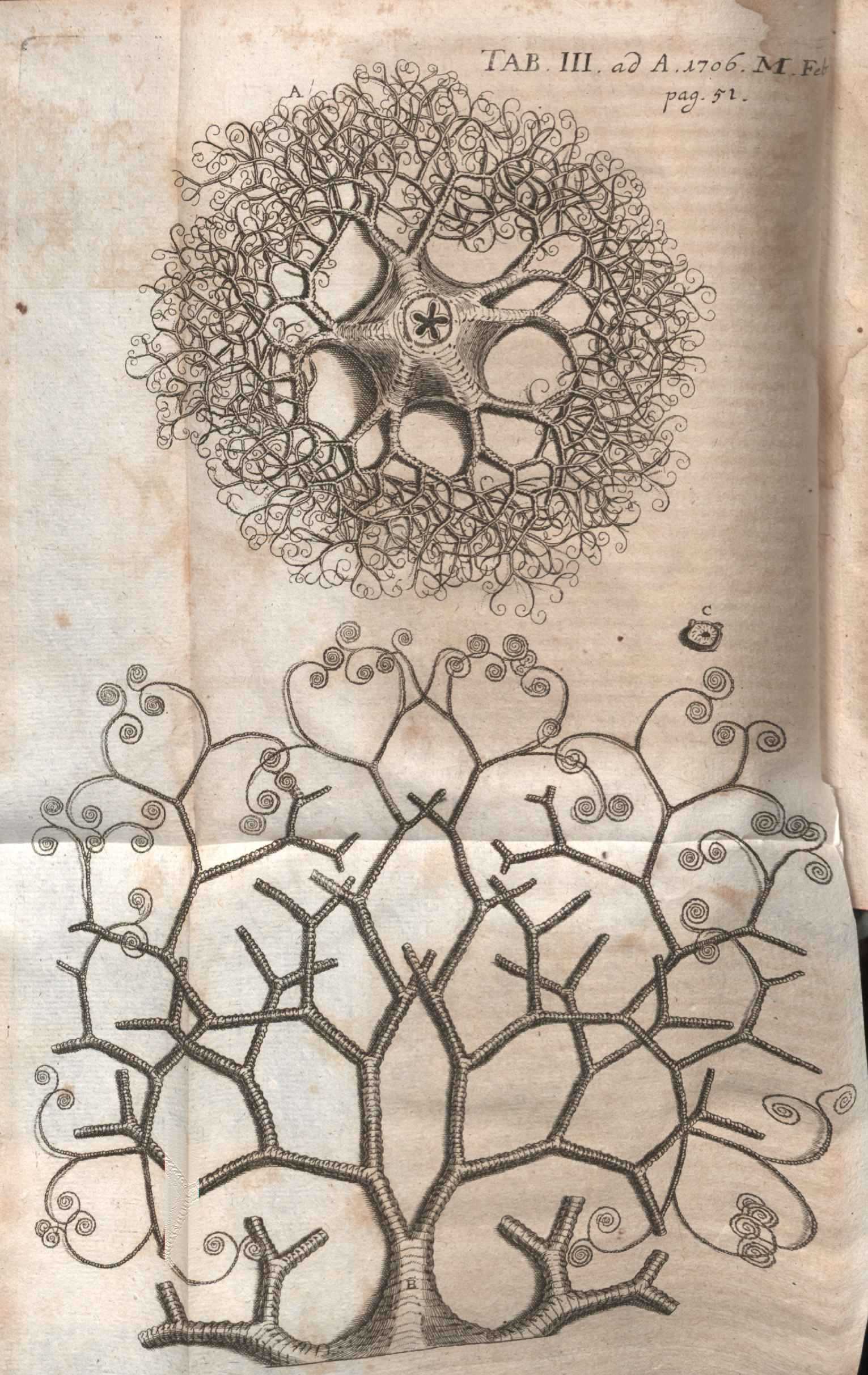
Ilustração da revisão a D'Amboinische Rariteitkamer... publicada em Acta eruditorum, 1706